# オアシスポケット

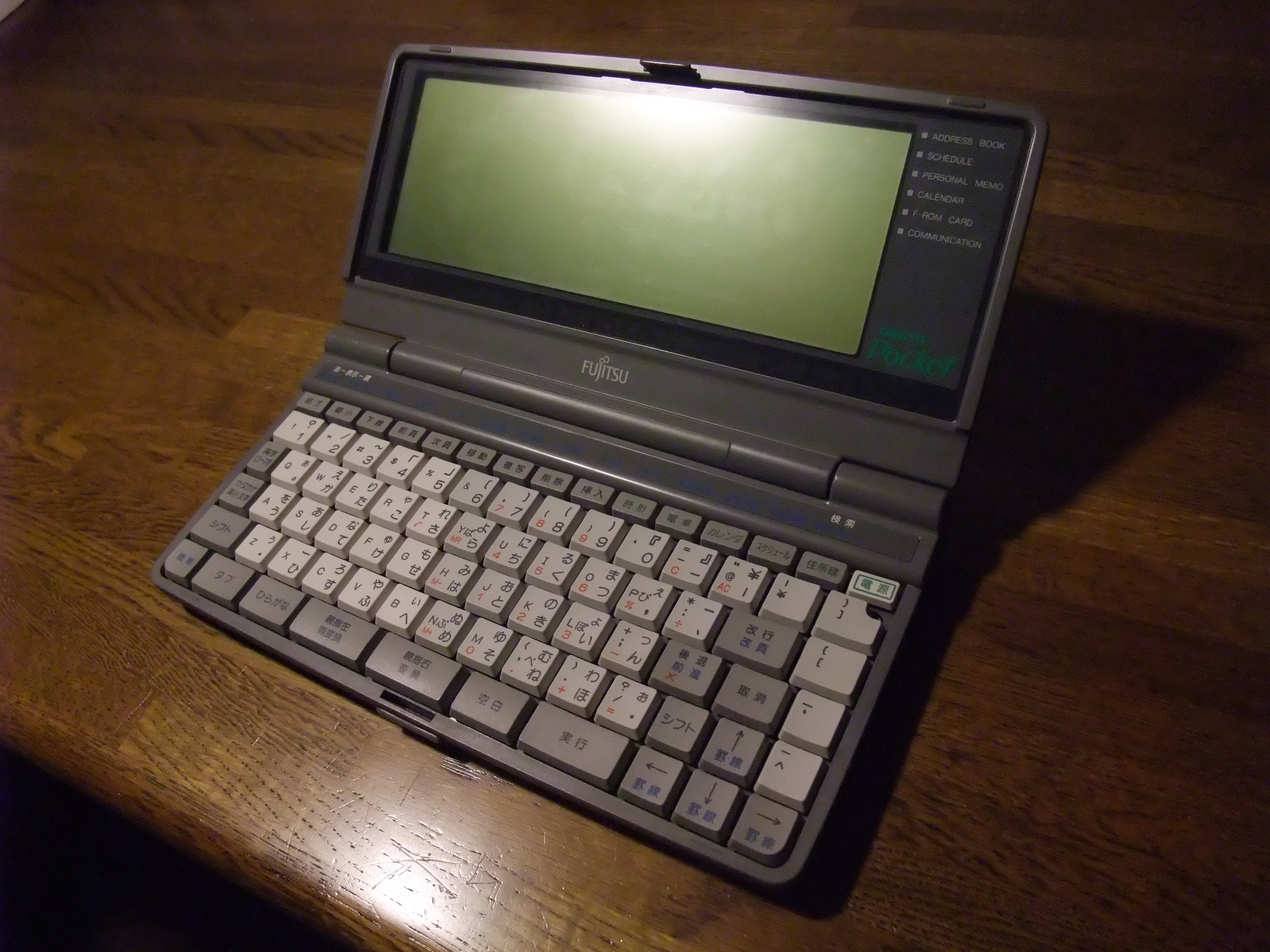
オアシスポケット。親指シフト・キーボード採用型である。

オアシスポケット（OASYS Pocket）は、富士通が発売した携帯可能なワードプロセッサ端末（ワープロ専用機）である。

## 概要
1991年にOASYSシリーズの携帯用として開発された。持ち運びに便利なようにシリーズ第1作目は大きさ 22.5×14.0 cm、重さ 530グラムと当時としては非常に小型化されていることが特徴である。富士通が買収した米Poqet PC社の技術が用いられている。
また小型ではあるが親指シフト（NICOLA仕様）のフルキーボードを備え（JISキーボードモデルも用意されているが中身は一緒で隠しコマンドで切り換えが可能）、文書作成、メモ、通信、電卓、アラーム機能が搭載されている。電源は単三アルカリ乾電池2本で、10時間使うことができた。また、専用の外付けフロッピーディスク・ドライブと接続し、これにテキストファイルを保存することにより、パソコンなどとデータを交換することができた。機体の底面には、OASYS 30シリーズと共通のICメモリカード(「F・ROMカード=フロムカード」)のスロットを2つ有している。フロムカードとしては、ストレージとしてのSRAMカードのほか、各種のソフトウェアを収容したSRAMカードがあったが、フロッピーディスク・ドライブと接続する場合には、スロットの片方には常に3.5インチフロッピイ・サポート・カードを装着しておく必要があった。
シリーズ2からはACアダプタが付属している。パソコン通信機能が内蔵され、携帯通信端末としての用途が広がった。
1994年に同シリーズの3作目が作られた。本作からROMDOSマシンとなり、MS-DOSアプリケーションソフトウェアを動かす事もできた。また前２機種に比べてCPUが強化され、動作が軽くなっている（バッテリ持続時間は従来と同じ10時間である）。そのサイズとキーボードの出来の良さから、超小型ワープロであるにもかかわらずPDA用途に用いられた。また、JISキーボードモデルは、PC-9801ユーザーなど当時の一般的パソコンユーザーからのサブマシンとしての支持も集めた。予定表・住所録などの独立キーを持っており（ただし、Palmデバイスなどで後に一般化する、独立ボタンからの直接起動はできなかった）、独立キーは汎用のファンクションキーとして他のDOSアプリをAUTOEXEC.BATを書き換えて割り当てることができた。しかしカスタマイズ性の反面、起動用の単三電池とバックアップ用のボタン電池が両方とも切れると起動不能になり、システム復旧が必要になるという、ワープロ専用機らしからぬ面もあった。
単三電池2本で実用的な持続時間を持ったマシンではあるが、電池の電圧にシビアであり、かなりバッテリを余らせたままの状態で電池交換を余儀なくされてしまう。内部のコンデンサを交換し容量を増やすことで、電圧が安定し、駆動時間をさらに延ばすことができた。「ル・マン化改造」と呼ばれ、パワーユーザーの間で一部流行した。充電池についてはニッカド電池での安定動作が確認されている。